# Maurycy (biskup Porto)
Maurycy (zm. 1101) – kardynał-biskup Porto od około 1097 roku, z nominacji papieża Urbana II. Uczestnik papieskiej elekcji 1099 i współkonsekrator papieża Paschalisa II.

## Życiorys
Paschalis II wysłał go w charakterze legata do Ziemi Świętej. 15 kwietnia 1101 roku wraz z flotą genueńską przybył do portu w Hajfie.
Baldwin I, król jerozolimski, oskarżył przed Maurycym patriarchę Daimberta o zdradę. W takiej sytuacji Maurycy zabronił Daimbertowi uczestnictwa w uroczystościach wielkanocnych w Jerozolimie w 1101 roku. Krótko potem Daimbert po wpłaceniu 300 bizantów Baldwinowi oficjalnie pojednał się z królem.
Jesienią 1101 roku pod wpływem stawianych Daimbertowi zarzutów Maurycy złożył go z godności patriarchy jerozolimskiego. Baldwin I zwlekał z wyborem jego następcy, argumentując, że musi wysłać w sprawie Daimberta raport do Rzymu. W takiej sytuacji obowiązki patriarchy przejął Maurycy, pełniąc je do śmierci pod koniec 1101.